# Jean-Xavier Lefèvre
Jean-Xavier Lefèvre (Lausanne, 6 maart 1763 -  Parijs, 9 november 1829) was een Zwitsers-Franse klarinettist, muziekpedagoog en componist.

## Levensloop
Al op jonge leeftijd vertrok hij naar Parijs een was daar het grootste deel van zijn leven. Bij de toen bekendste Franse klarinettist Michael Yost was hij leerling. Nadat Yost overleed, werd Lefèvre als zijn opvolger gewaardeerd. Daarom werkte hij in de belangrijkste orkesten als solist en was een gevraagd muzikant. Op 15-jarige leeftijd werd hij lid van het Franse Koninklijke Garde Muziekkorps. Ook behoorde hij van 1791 tot 1817 tot het orkest van de Parijse Grand Opéra. 
Hij was ook docent aan het in 1795 gestichte Conservatoire national supérieur de musique van Parijs. 
Voor de ontwikkeling van zijn instrument, de klarinet, heeft hij een belangrijke rol gespeeld, omdat hij aan het toen nog niet volwaardig uitgebouwde systeem van kleppen een Cis/Gis-klep, als zesde klep, vanaf 1791 liet aanbrengen. 
Als componist heeft hij werken voor blazers, meestal met de klarinet als solo-instrument, en een grote reeks van werken voor het harmonieorkest als revolutiemuziek nagelaten. Verder publiceerde hij 1802 een heel bekende méthode pour clarinette.

## Composities

### Werken voor orkest
- 1797 Concerto No. 4 en si bémol majeur (Bes majeur), voor klarinet en orkest
  1. Allegro
  2. Adagio
  3. Polonaise
- Concerto No. 1, voor klarinet en orkest
- Concerto No. 2, voor klarinet en orkest
- Concerto No. 3 en mi bémol majeur (Es majeur), voor klarinet en orkest
  1. Allegro
  2. Adagio
  3. Rondo - Allegretto
- Concerto No. 5, voor klarinet en orkest
- Concerto No. 6 en si bémol majeur (Bes majeur), voor klarinet en orkest
  1. Allegro
  2. Romance
  3. Rondo - Allegro
- Symfonie concertante, voor hobo, klarinet, fagot en orkest

### Werken voor harmonieorkest
- 1795 Hymne voor gemengd koor en harmonieorkest
- Hymne à l'agriculture pour la fête de l'agriculture célébrée le 28 juin voor gemengd koor en harmonieorkest
- Marche et pas redoublé
- Marche F-groot (W. 116)
- Marche d-klein (W. 117)
- Marche F-groot (W. 118)
- Marche F-groot (W. 119)
- Marche F-groot (W. 120)
- Marche F-groot (W. 121)
- Marche militair F-groot
- Ouverture
- Pas de manoeuvre F-groot
- Pas redoublé C-groot (W. 122)
- Pas redoublé F-groot (W. 123)
- Pas redoublé g-klein (W. 124)
- Pas redoublé C-groot (W. 125)
- Pas redoublé F-groot (W. 126)
- Pas redoublé F-groot (W. 127)

### Kamermuziek
- 1793 Trois grandes sonates pour clarinette e basse, op. 12
- 1802 Cinquieme sonates uit "Méthode de Clarinette"
- 1802 Sonata en si bémol majeur (Bes majeur), voor klarinet en basso continuo
  1. Allegro
  2. Adagio
  3. Tempo di Minuetto
  4. Minore
- 1802 Sonata en fa majeur (F majeur) voor klarinet en basso continuo
  1. Allegro moderato
  2. Adagio
  3. Allegro
- 1803 Cinquieme sonate no. 5 en ré mineur (d mineur), voor klarinet en fagot
- 1810 Sechs Duos Concertante, voor twee klarinetten, op. 9
- Deuxième Sonate, voor klarinet en piano, op. 12
- Troisième Sonate, voor klarinet en piano, op. 12
- Quatrième Sonate, voor klarinet en piano, op. 12
- Cinquième Sonate, voor klarinet en piano, op. 12
- Sixième Sonate voor klarinet en piano, op. 12
- Septième Sonate en G majeur, voor klarinet en piano
- Sonate en sol mineur (g mineur), voor klarinet en harp (of piano)
- Six Quartets, voor klarinet, viool, altviool en cello
- Trio in Bes majeur, voor 2 klarinetten en fagot
- Quartet no. 4 en do mineur (c mineur)
- Quartet no. 5 en mi bémol majeur (Es majeur)
- Quintet no. 8 en la mineur (a mineur), op. 91/2 
  1. Adagio - Allegro assai
  2. Andante
  3. Menuette Allegro - Trio
  4. Finale Allegro

### Pedagogische werken
- 1802 Méthode de clarinette
- Soixante exercices pour clarinette